# ديفيد لورانس (متزحلق جبال الألب)
ديفيد لورانس (بالإنجليزية: David Lawrence)‏ هو متزحلق جبال الألب أمريكي، ولد في 15 أبريل 1930 في نويي-سور-سين في فرنسا.

## وصلات خارجية
- ديفيد لورانس على موقع أوليمبيديا (الإنجليزية)